# Ptilinopus regina
El tilopo reina o tipolo real (Ptilinopus regina) es una especie de ave columbiforme perteneciente a la familia Columbidae. 

## Descripción
Es un ave de tamaño mediano, que alcanza un tamaño de hasta 22 cm de largo, de color verde con la cabeza y el pecho gris, el vientre naranja, blanquecina la garganta, el iris amarillo-naranja y las patas de color verde grisáceo. Tiene una corona de color rosado-rojo con borde amarillo. La subespecie de Indonesia, P. r. xanthogaster tiene una corona blanquecina y el pecho cabeza gris pálido. Ambos sexos son similares. El joven tiene una corona y plumaje de color verde.

## Distribución y hábitat
La Ptilinopus regina se distribuye en las selvas tropicales de tierras bajas del este de Australia, y los bosques del monzón del norte de Australia, Islas de la Sonda Menores y las islas Molucas de Indonesia. 

## Dieta
La dieta consiste principalmente de varias frutas, de palmeras y vides. La hembra pone generalmente un solo huevo blanco. 

## Subespecies
- Ptilinopus regina ewingii Gould, 1842 ;
- Ptilinopus regina flavicollis Bonaparte, 1855 ;
- Ptilinopus regina regina Swainson, 1825 ;
- Ptilinopus regina roseipileum Hartert, 1904 ;
- Ptilinopus regina xanthogaster (Wagler, 1827).